# تنغ تشنار (ماهرو)
تنغ تشنار (بالفارسية: تنگچنار) هي قرية تقع في إيران في قسم ماهرو الریفي.